# Коток — Маккарти
«Коток — Маккарти» — первая компьютерная программа, игравшая в шахматы на приемлемом любительском уровне.
Написана между 1959 и 1962 годами сокурсниками Массачусетского технологического института Элвином Берлекэмпом, Аланом Котоком, Майклом Либерманом, Чарльзом Ниссеном и Роберт Вагнером под руководством Джона Маккарти.
Основывалась на программе Алекса Бернштейна 1957 года, созданной в IBM, а также на программах для IBM 704 Джона Маккарти и Пола Абрахамса (англ. Paul W. Abrahams); авторы добавили альфа-бета-отсечение к минимаксу по предложению Маккарти, чтобы улучшить генератор правдоподобных ходов. Исходный код — на Фортране и ассемблере для IBM 700/7000, при этом один ход на IBM 7090 занимал от пяти до двадцати минут. К 1962 году, когда сокурсники окончили институт, программа продемонстрировала игру в эндшпиле на четырёх примерах игр на любительском уровне. 
Статья о разработке программы опубликована Аланом Котоком (в возрасте 20 лет) — в MIT Artificial Intelligence Memo 41 и в бакалаврской диссертации.

## Матч с ИТЭФ
В 1965 году Маккарти, к тому времени работавший в Стэнфордском университете, посетил Советский Союз. Группа, использующая компьютер М-2 в лаборатории Александра Кронрода в Московском институте теоретической и экспериментальной физики (ИТЭФ), предложила сыграть матч между программами; Кронрод считал «Коток — Маккарти» лучшей программой в Соединённых Штатах того времени.
Георгий Адельсон-Вельский, Владимир Арлазаров, Александр Битман, Анатолий Усков и Александр Животовский выиграли заочный матч, сыгранный по телеграфу в течение девяти месяцев в 1966—1967 годов, в результате «Коток — Маккарти» проиграла матч со счётом 3:1, но первые две игры были сыграны со слабой версией. Группу ИТЭФ консультировали шахматный мастер Александр Битман и трёхкратный чемпион мира Михаил Ботвинник. По данным Музея истории компьютеров, Маккарти «использовал улучшенную версию» в 1967 году, но какие именно улучшения были внесены, неизвестно.

## Влияние
В 1967 программа Mac Hack VI Ричарда Гринблатта и Дональда Истлейка (англ. Donald E. Eastlake III) обыграла человека в турнирной игре в Массачусетсе, проходящем под эгидой Федерации шахмат США. Александр Кронрод лишился должности директора ИТЭФ и профессора из-за жалоб на то, что математические ресурсы ИТЭФ используются для игр (по другой версии уволен за подписание письма девяносто девяти). Впоследствии Михаил Донской, Владимир Арлазаров и Анатолий Усков в ИНЭУМ разработали программу «Каисса», и в 1974 году она стала чемпионом мира по компьютерным шахматам.